# Norman Jewison
Norman Frederick Jewison, CC (ur. 21 lipca 1926 w Toronto, zm. 20 stycznia 2024 w Los Angeles) – kanadyjski reżyser i producent filmowy. 
Był trzykrotnie nominowany do Oscara za reżyserię filmów: W upalną noc (1967), Skrzypek na dachu (1971) i Wpływ księżyca (1987). Cztery jego filmy otrzymały nominację w kategorii najlepszy film; były to: Rosjanie nadchodzą (1966), Skrzypek na dachu (1971), Opowieści żołnierza (1984), Wpływ księżyca (1987).
W 1988 otrzymał własną gwiazdę w Alei Gwiazd w Los Angeles znajdującą się przy 7000 Hollywood Boulevard.

## Filmografia
- 40 Pounds of Trouble (1962)
- A to historia (1963)
- Nie przysyłaj mi kwiatów (1964)
- The Art of Love (1965)
- Cincinnati Kid (1965)
- Rosjanie nadchodzą (1966)
- W upalną noc (1967)
- Sprawa Thomasa Crowna (1968)
- Ale zabawa (1969)
- Skrzypek na dachu (1971)
- Jesus Christ Superstar (1973)
- Rollerball (1975)
- F.I.S.T. (1978)
- ...i sprawiedliwość dla wszystkich (1979); także pod tytułem Sprawiedliwość dla wszystkich
- Najlepsi przyjaciele (1982)
- Opowieści żołnierza (1984)
- Tajemnica klasztoru Marii Magdaleny (1985)
- Wpływ księżyca (1987)
- Na wrogiej ziemi (1989)
- Cudze pieniądze (1991)
- Tylko ty (1994)
- Bogus, mój przyjaciel na niby (1996)
- Huragan (1999)
- Kolacja z przyjaciółmi (2001)
- Deklaracja (2003)

## Życie prywatne
Jego żoną przez 51 lat była Margaret Ann Dixon (od 11 lipca 1953 do jej śmierci 26 listopada 2004). Mieli troje dzieci: Michael, Kevin i Jennifer.

## Nagrody
- Nagroda na MFF w Berlinie
  - Srebrny Niedźwiedź: 1988 Wpływ księżyca
  - Nagroda Gildii Niemieckich Kin Arthousowych: 2000 Huragan